# シタレキタウファ・マキシ
シタレキタウファ・マキシ（Sitalekiyaufa Makishi、1997年6月26日 - ）は、トップイーストリーグ丸和運輸機関AZ-MOMOTARO'Sに所属するラグビーユニオン選手。

## プロフィール
- トンガ出身。
- ポジションはセンター(CTB)。
- 身長 186cm、体重 106kg
- 7人制日本代表に選ばれたことがある[1]。

## 略歴
2020年、花園大学卒業後、丸和運輸機関AZ-MOMOTARO'Sに加入。